# Стоун, Томас
Томас Стоун (1743 — 5 октября 1787) — американский политик, делегат Континентального конгресса от колонии Мэриленд, один из подписантов Декларации независимости. В 1777 году работал в составе комитета, принявшего Статьи Конфедерации.
Родился в семье богатого плантатора в графстве Чарльз, Мэриленд, был вторым ребёнком. Изучал право, был принят в коллегию адвокатов в 1764 году; начал практику во Фредерике, Мэриленд, в 1771 году переехал в Чарльз. Был членом Континентального конгресса в 1775—1776, 1778 и 1784 годах. В 1784 году он в течение короткого периода времени был также президентом Конгресса. Умер в Александрии, Вирджиния.